# Graben, Augsburg
Graben là một đô thị tại huyện Augsburg bang Bayern nước Đức. Đô thị Graben, Augsburg có diện tích 14,56 km², dân số thời điểm ngày 31 tháng 12 năm 2006 là 3341 người. Graben là quê hương của nhà Fugger.